# マルセル・ジュノー

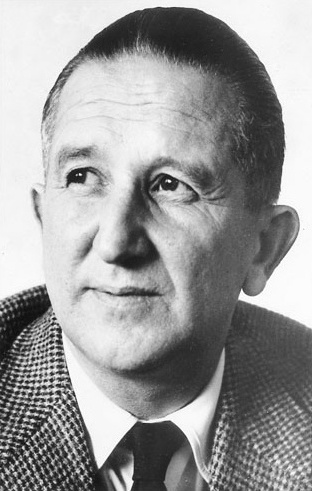
Marcel Junod in 1952（© Benoit Junod, Switzerland）

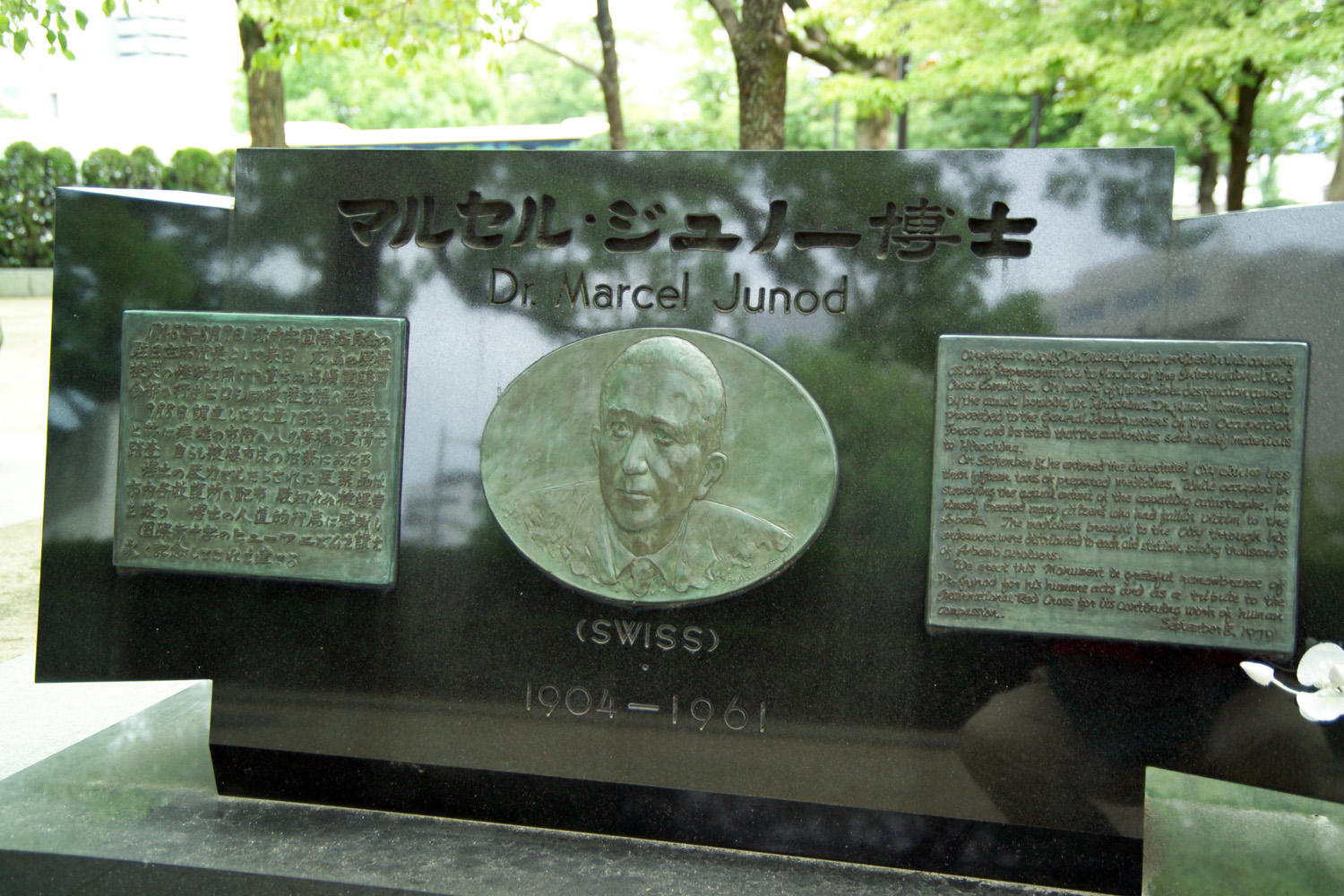
広島平和記念公園にある顕彰記念碑

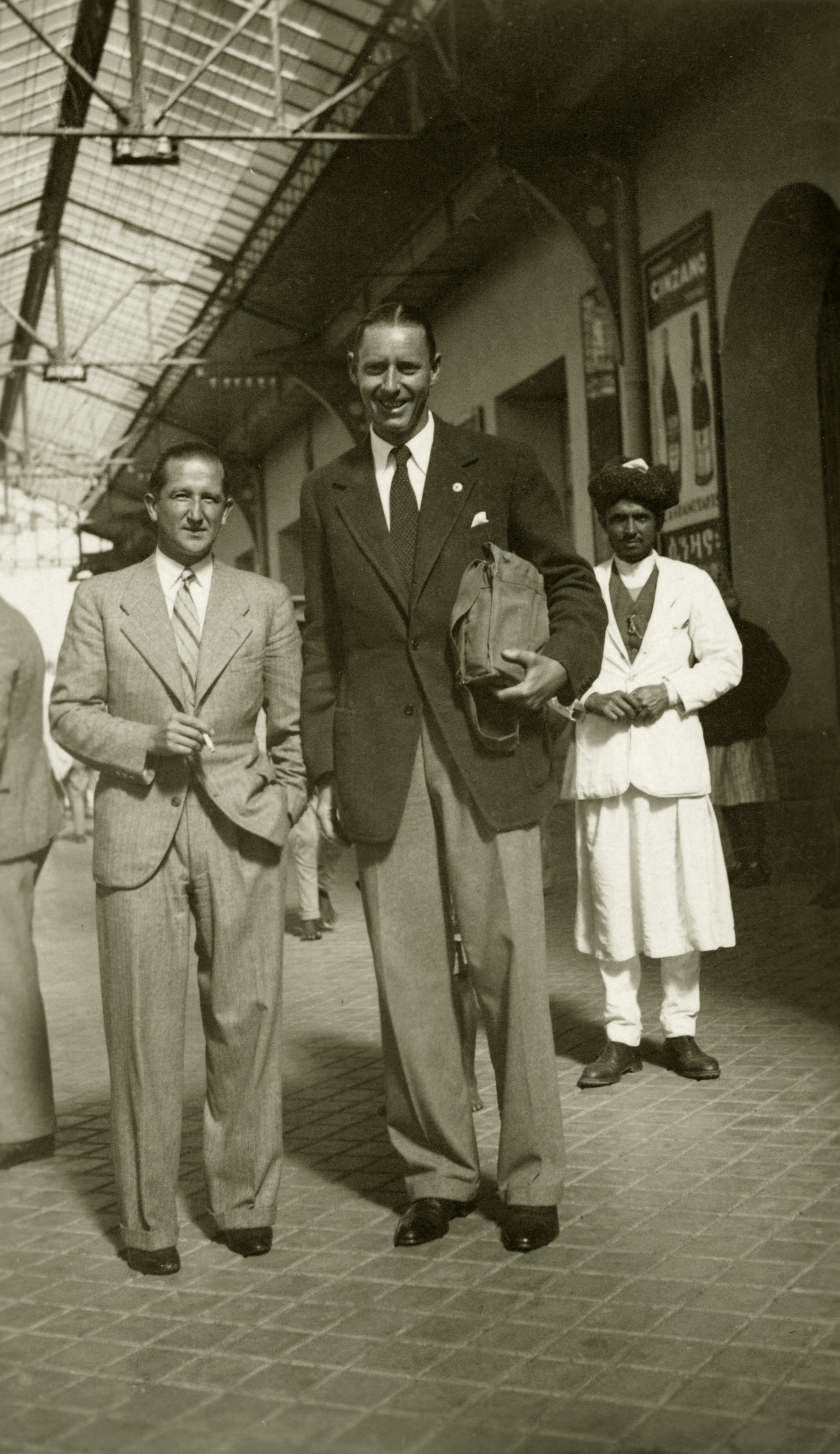
マルセル・ジュノー（左）。エチオピア戦争の時、アディスアベバにて撮影。

マルセル・ジュノー（Marcel Junod、1904年5月14日 - 1961年6月16日）は、スイスの医師。
ジュネーヴ大学で麻酔科学を専攻。赤十字国際委員会の派遣員を第二次エチオピア戦争・スペイン内戦・第二次世界大戦の期間に渡って務めた人物である。第二次世界大戦後、赤十字国際委員会副委員長も務めた。

## 経歴
- 1904年5月14日 - スイスのヌーシャテル州のラ・ショー=ド=フォンに生まれる。
- 1935年10月 - 赤十字国際委員会の要請を受けて派遣員となり、エチオピアへ赴く[1]（第二次エチオピア戦争）。
- 1936年7月 - 赤十字国際委員会の要請を受けて派遣員となり、スペインへ赴く（スペイン内戦）。
- 1939年9月 - 赤十字国際委員会の要請を受けて兵役義務を免除され、派遣員となる。以後、第二次世界大戦中にドイツ・ポーランド・フランス・ギリシャの各地を廻り、人道支援（捕虜や被災者の安否確認、捕虜の郵便物交換の仲介、捕虜や被災者への救護物資の手配、医療支援等々）に尽力する。
- 1944年 - 赤十字国際委員会駐日主席代表に任命されるが、日本政府からの入国許可を得られずジュネーヴに留まる。
- 1945年
  - 6月 - ジュネーヴを発ち、カイロ・テヘラン・シベリアを経て満州国に到着。連合国の捕虜訪問活動を行う。
  - 8月9日 - 東京に着任。連合国捕虜の収容状況の確認作業を開始する。
  - 9月1日 - 広島の惨状の報告を受け、GHQと交渉して15トンの医薬品（包帯、乾燥血漿など）の提供を受けることに成功する。これは1万人の被災者を1ヶ月治療できる量であったとされる。
  - 9月9日 - 広島を視察。原爆の惨状を目の当たりにする。
- 1946年 - 日本を離れる。以後、毒ガスや核兵器の非人道性を強く世界にアピールする活動を行う。
- 1959年 - 在日朝鮮人の帰還事業に関連し、赤十字国際委員会から日本への使節として、8月23日に来日した。岸信介首相、藤山愛一郎外相らと会見。日本政府の帰還調整委員会にオブザーバーとして出席するなど、約1ヶ月間日本での業務にあたった[2]。
- 1961年6月16日 - スイスにて没。
- 1979年 - 広島平和記念公園に顕彰記念碑が建立される。

## 特記事項
彼はスペイン内戦の際にはフランコ政権側から、第二次世界大戦時にはドイツ側から危険分子とみなされており、ゲシュタポの拘束を受けたこともある。広島の惨状を知った際にはいち早くGHQに交渉して医療物資を提供させるなど交渉人としても卓越した人物であった。